# Jutta Lau
Jutta Lau, född den 28 september 1955 i Wustermark i Tyskland, är en östtysk roddare.
Hon tog OS-guld i scullerfyra i samband med de olympiska roddtävlingarna 1980 i Moskva.